# Juriampol
Juriampol (ukr. Юр'ямпіль, Jurjampil) – wieś na Ukrainie, w obwodzie tarnopolskim, w rejonie czortkowskim. W 2001 roku liczyła 344 mieszkańców.
W II Rzeczypospolitej wieś w powiecie borszczowskim województwa tarnopolskiego.
W latach 1944–1945 nacjonaliści ukraińscy z OUN-UPA zamordowali tutaj 15 Polaków, a  Służba Bezpieczeństwa OUN 4 Ukraińców. W 1945 r. został zamknięty i zamieniony na magazyn miejscowy kościół pw. św. Michała, który w latach 70. ostatecznie rozebrano.
Właścicielami dóbr Juriampol przez pewien czas byli Borkowscy Duninowie herbu Łabędź, m.in. hrabia Alfred Dunin Borkowski.